# Borokov-Vlorov I-207
 (mars 2025).
Le Borokov-Vlorov I-207 est un avion biplan monoplace de construction mixte (bois et métal) élaboré à la fin des années 1930 pour servir d'intercepteur pour la chasse soviétique. Quatre prototypes sont construits.

## Origine
Les ingénieurs Alexey Borokov et Ilya Florov proposent en 1935 aux autorités soviétiques le projet d'un chasseur biplan. Le but est de réaliser un chasseur le plus petit possible autour du moteur le plus puissant disponible : le Mikulin M85, un moteur en étoile de 14 cylindres développant 850 ch. L'avion est construit en 1937 et désigné sous le nom de « modèle 7211 ». Le I-207 est développé à partir de ce premier projet entre 1938 et 1939. Les deux premiers prototypes sont assemblés et prêts à voler au printemps 1939.

## Description et exemplaires
Le I-207 est un biplan aux ailes en structure cantilever. L'aile haute repose sur quatre entretoises disposées devant le cockpit. Les ailes et l'avant du fuselage sont en duralumin. L'arrière du fuselage à partir du poste de pilotage est fabriqué dans un assemblage de bois et de contreplaqué. Ces matériaux sont choisis pour alléger le plus possible l'avion. Le cockpit est disposé le plus en arrière possible sur le fuselage pour favoriser la visibilité du pilote. 
- I-207 no 1 : train d'atterrissage fixe et caréné, cockpit ouvert, motorisation par un Chvetsov M-62 de 820 ch (611 kW).
- I-207 no 2 : train d'atterrissage fixe et caréné, cockpit ouvert, motorisation par un Chvetsov M-63 de 1 100 ch (820 kW).
- I-207 no 3 : train d'atterrissage rétractable, cockpit ouvert, motorisation par un Chvetsov M-63 de 1 100 ch (820 kW).
- I-207 no 4 : train d'atterrissage rétractable, cockpit fermé par une verrière s'ouvrant vers l'arrière, motorisation par un Chvetsov M-63P de 1 100 ch (820 kW).

Chacun des prototypes est armé de quatre mitrailleuses ShKAS de 7,62 mm. Deux râteliers sont également installés sous l'aile inférieure pour transporter une bombe de 250 kg chacun.

## Comportement en vol
Lors des tests en vol, le I-207 a une vitesse ascensionnelle et un plafond moyen supérieurs aux Polikarpov I-15 et I-16. La maniabilité se révèle également meilleure pour le I-207 que pour le I-15. Cependant, le I-16 reste plus agile.
En 1940, le troisième prototype du I-207 atteint une vitesse de 486 km/h à l'altitude de 5 300 m. Cette performance est jugée très satisfaisante à cette date. Cependant, le développement des chasseurs monoplans à la même époque entraîne la fin du projet.